# Ugo Pirro
Ugo Pirro, właśc. Ugo Mattone (ur. 24 kwietnia 1920 w Salerno, zm. 18 stycznia 2008 w Rzymie) – włoski scenarzysta filmowy i powieściopisarz.

## Nagrody
- David di Donatello za najlepszy scenariusz do filmu Celuloid (1996)